# Palma Sola (Guerrero)

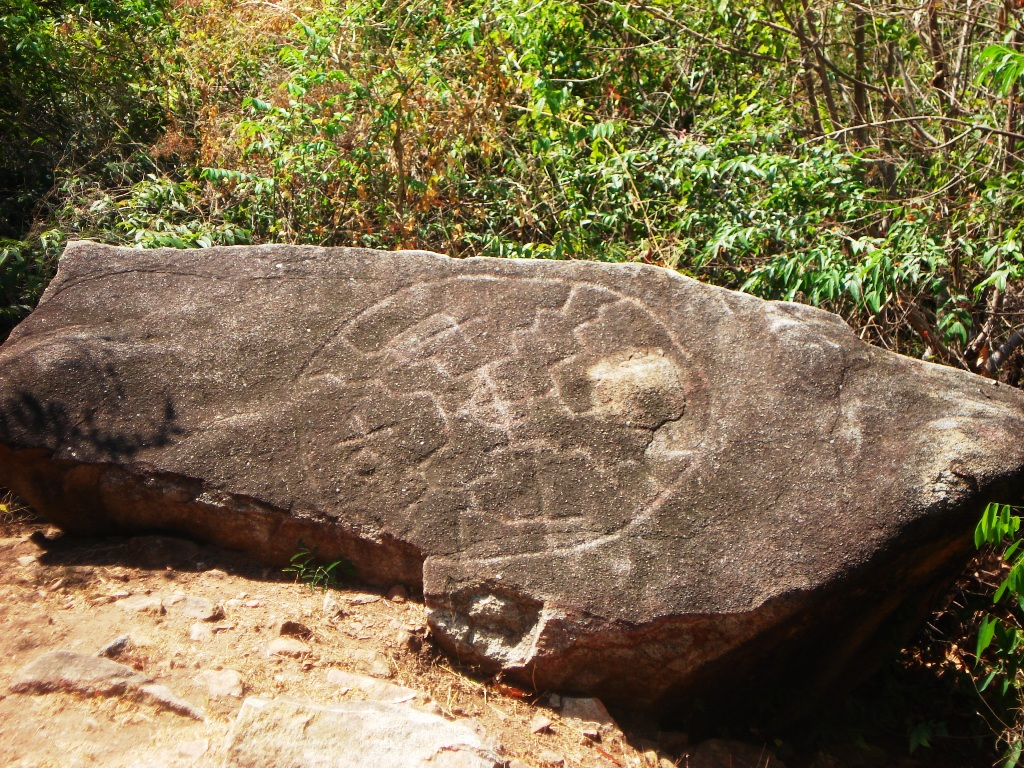
Grabado del Elemento Nº 10.

Palma Sola es un asentamiento arqueológico localizado en el anfiteatro o parte alta del puerto de Acapulco, en el estado mexicano de Guerrero, concretamente en las laderas del Cerro El Veladero. Consiste en un conjunto de 18 rocas de granito de diversos tamaños con grabados que describen la forma de vida y el entorno geográfico del lugar que estuvo habitado entre los años 800 a. C. y 750 d. C.

## Zona arqueológica

### Descripción
Los petrograbados están distribuidos en una zona de 3.8 hectáreas. Se enumeran por elementos que inician en un orden del 18 al 1 dado que el recorrido en la zona es de sur a norte por medio de unas empinadas gradas.

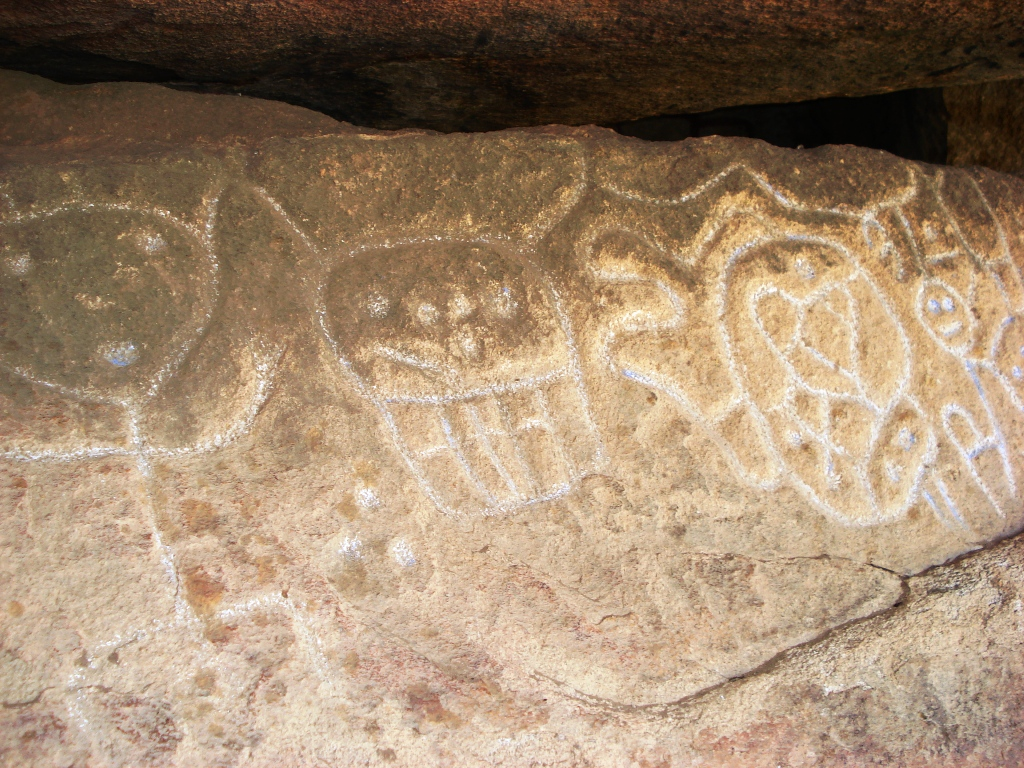
Grabados del Elemento Nº 1.

- El Elemento 1 es la roca que se ubica en la parte más alta y una de las principales del complejo arqueológico, se encuentra debajo de una gran saliente rocosa que la protege de la intemperie.[2] Allí se encuentran grabados de tipo antropomorfos (que tiene semejanza con el hombre), zoomorfos (forma o figura de animal) y fitomorfos (forma de plantas). Las antropomorfas escenifican un mito de creación ancestral, la roca tenía tres caras con grabados, una de ellas que miraba hacia el cielo desapareció, se conservan las que miran hacia el oeste y hacia el sur. La del oeste se contemplan cinco pequeñas caras de diferentes tamaños y formas, y en la del sur muestra un grabado esquemático[3] que recrea a dos personas, un hombre y una mujer, con los brazos alzados y con sus dedos de sus manos abiertos.[4] Junto a la piedra en la caverna, se forma en temporada de lluvias una corriente de agua.

- El Elemento 2, se divide en tres partes, y simboliza a un grupo de personas participando en una ceremonia y a su vez orando y danzando para obtener atención y ayuda de los dioses.[2] Algunos personajes se diferencian de su parentesco por líneas que marcan la unión de sus ancestros.

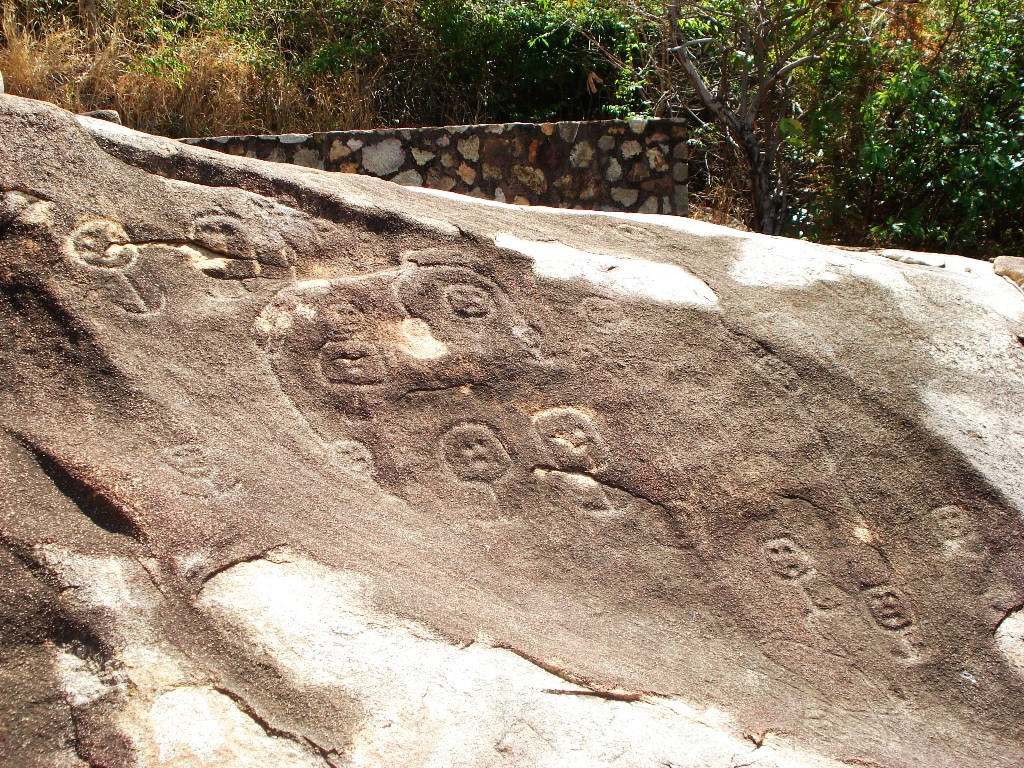
Grabados del Elemento Nº 2.

- El Elemento 3, 4 y 5 son en conjunto, una representación de una escena ritual y de registro calendárico,[2] se encuentran alejados de los demás. En el primero se hallan dos personajes unidos por líneas irregulares que podrían ser un bastón de mando, también hacia el lado izquierdo, se ubica una carita. En este elemento destacan una cuenta lineal de diez puntos que podrían ser signos calendáricos.[4] En el elemento 5, se muestran tres caritas que se asocian a una cuenta rectangular de seis barras y siete puntos, sobre ellas se hallan dos puntos y una raya curva.[4] Estos grabados suponen una representación de cuentas calendáricas del ciclo agrícola anual y tienen semejanza con otros localizados en la Playa Caletilla y La Sabana cercanos a Palma Sola. En el quinto elemento, se contempla a un grabado de tipo antropomórfico y geométrico, que representa a una persona a quien se le puede relacionar con un chamán, por su atuendo de penacho con plumas. A dicha personaje se le asocian dos líneas cruzadas.

- El Elemento 6, al igual que el número 2, representa una especie de ceremonia o ritual[2] donde aparecen cinco caras, de las cuales, dos de ellas son rectangulares y las otras dos son cuadradas. Dos personajes se muestran en cuerpo completo.[4][5]

- El Elemento 7 representa esquemáticamente una cara rectangular, con ojos y boca, sobre ellos lleva una especie de adorno en forma de trapezoide. En la parte inferior salen dos líneas curvas con dirección este y oeste que representan sus piernas. Arriba de esta cara rectangular, se observa otra de inferior tamaño, en forma redonda.[4]

- El Elemento 8 está representado por un gran roca de 16 metros dividiéndose en tres secciones.  Hacia el sur se observan dos círculos, una cara y otra cara con más forma. También se observa una figura que asimila a una media luna, otra en forma de X y otras dos caras más. El diseño del centro de la roca se simboliza por cuatro caras y hacia el norte se muestran ocho caras más.[4]

- El Elemento 9 simboliza un conjunto de caras donde sobresale una mayor de forma rectangular. Esta roca es la que más se ha deteriorado del recinto arqueológico por causas naturales.[4]

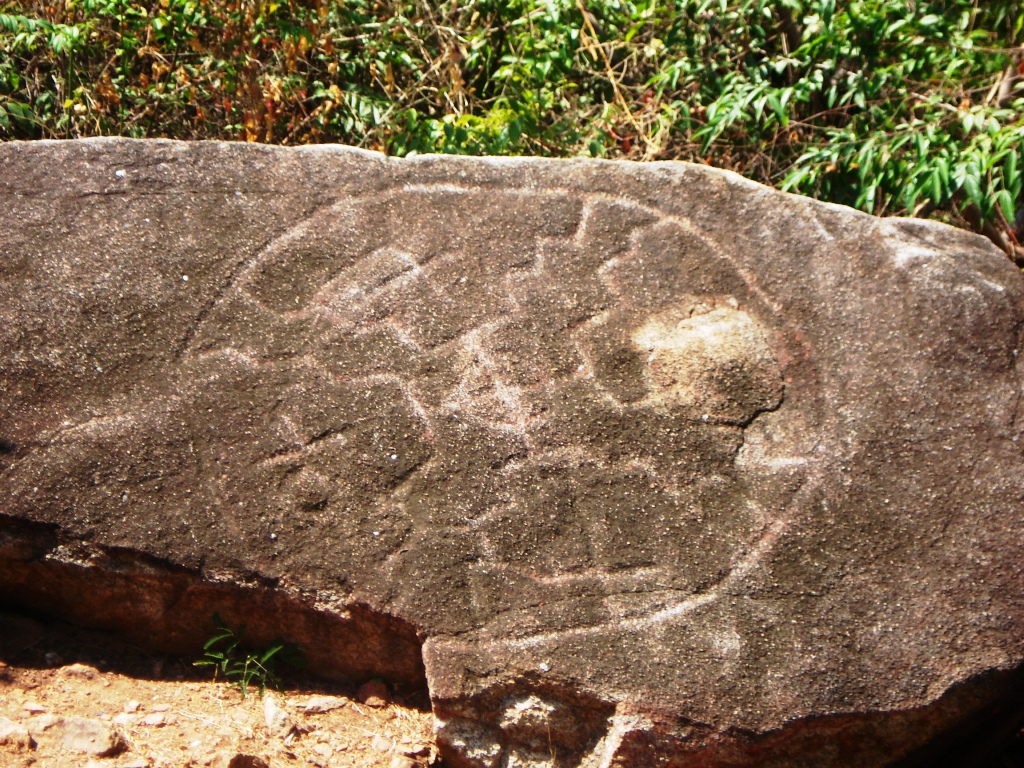
Grabado del Elemento Nº 10.

- El Elemento 10 es uno de los más característicos del yacimiento, consiste en un grabado circular con una división cuadripartita donde hay cuatro pirámides escalonadas y cuya punta o cima convergen hacia el centro del círculo. Esta figura supone la utilización de un marcador astronómico,[2] que indica las fechas precisas de los solsticios y equinoccios de verano e invierno.

- El Elemento 11 simboliza en diseños de tipo de antropomorfos y geométricos a un personaje que lleva una bolsa y un tocado de plumas y pectoral que presumiblemente se identificaría como un chamán.[6]

- El Elemento 12 y 13 consiste en un conjunto de varias figuras, una de ellas representa a una cara de forma semicircular donde se le asocia una línea que forma una ancla, orificios circulares forman los ojos y la boca. Otra de ellas es muy similar pero carece de la figura de ancla, otra en forma cuadrangular marcado en la parte central por un pequeño círculo.

- El Elemento 14 es el único que representa el uso de las máscaras en una ceremonia o ritual.

- El Elemento 15 se encuentra dividido por tres líneas verticales paralelas, donde cuyo ancho y profundidad supone la representación de corrientes hidrológicas, tales como arroyos que descendían en temporales de lluvias del Cerro El Veladero. Esto podría relacionarse con los arroyos de la zona como el del Camarón, Palmasola y otro subterráneo que erosiona de la parte inferior de la masa rocosa donde se ubica el Elemento 1 del yacimiento, representado en un círculo en el grabado. También se hallan caras que por su forma y elementos, sugieren la representación de alguna ceremonia o rito propiciatorio relacionado directamente con deidades de la lluvia. En la roca de este elemento, también existen grabados de dos ballenas y dos cocodrilos, así como figuras de espirales que pueden representar fuentes o manantiales.[7]

- El Elemento 16 facilita en una roca la visualización de dispersos personajes dispersos pero en su mayoría concentrados en ciertos grupos. Algunas figuras de personas se pueden contemplar perfectamente con las brazos hacia arriba, presumiblemente orando y danzando en algún ritual. Particularmente estos grupos se encuentran ligados por líneas irregulares representando alguna relación de parentesco.

- El Elemento 17 está formada por dos caras semicirculares esquematizadas, una de mayor tamaño que otra, unidas por una línea que remata al final con un diseño en forma de ancla.[8]

- El Elemento 18 se localiza en la parte más baja de la zona arqueológica, representa figuras de caras o círculos esquematizados relacionados con el ciclo del año agrícola.

#### Instalaciones

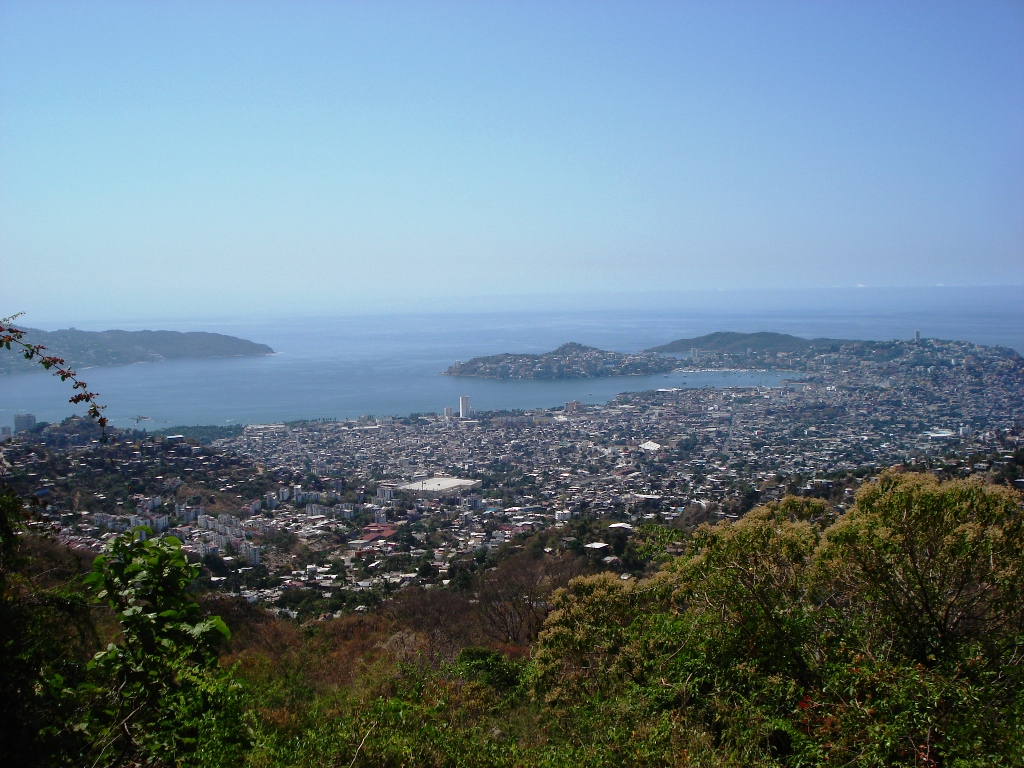
Vista parcial de la bahía de Acapulco desde la zona arqueológica.

El 21 de junio de 2002, se abrieron al público las nuevas instalaciones de la zona arqueológica, la cual fue necesaria su rehabilitación por cuestiones de deterioro. Se invirtieron más de 6 millones de pesos para la construcción de una sala de recepción de visitas, un salón para exposiciones permanente, además de uno de muestras o actividades temporales. Para la rehabilitación de las escaleras se utilizó cemento rojizo para visualmente relacionarlas con el entorno geográfico del lugar. Posee además, otros servicios como cafetería, sanitarios, librería, senderos, estaciones de observación y estacionamiento.

## Acceso a la zona arqueológica
El asentamiento se ubica en el anfiteatro de la bahía de Acapulco. Estando en la Avenida Costera Miguel Alemán, principal arteria de la ciudad, llegar hasta el entronque con Calle Gabriel de Avilés, que conduce hacia la Avenida Cuauhtémoc (segunda arteria de la ciudad). En este punto se encuentra el entronque con la avenida Niños Héroes, por la cual comienza el ascenso hacia la parte alta de la ciudad. En dicha arteria, se pueden apreciar señalamientos hacia Palma Sola. Las visitas a la zona arqueológica son de martes a domingo de 9:00 a. m. a 5:00 p. m. Tiempo del Centro.